# Matija Gluščević
Matija Gluščević (en serbe : Матија Глушчевић), né le 13 juin 2004 à Kraljevo en Serbie, est un footballeur serbe qui évolue au poste d'ailier gauche au FK Radnički 1923.

## Biographie

### En club
Né à Kraljevo en Serbie, Matija Gluščević commence le football au FK Apolon 4 avant d'être formé dans l'un des plus importants clubs du pays, l'Étoile rouge de Belgrade. Il commence toutefois sa carrière au FK Grafičar, où il est prêté de 2019 à 2020. C'est avec ce club qu'il joue son premier match en professionnel le 12 octobre 2020 lors d'une rencontre de championnat, face au FK Kolubara. Il entre en jeu et les deux équipes se neutralisent (0-0 score final).
En juillet 2023, après quelques mois sans club, Matija Gluščević rejoint le FK Radnički 1923, signant un contrat courant jusqu'en décembre 2026.
Il est l'une des révélations du championnat serbe lors de la saison 2023-2024, dans une équipe qui lutte pour une place européenne, aux côtés de jeunes joueurs talentueux comme Milutin Vidosavljević et Milan Aleksić.

### En sélection
Avec l'équipe de Serbie des moins de 17 ans, il joue deux matchs et marque un but en 2020.
Matija Gluščević joue son premier match avec l'équipe de Serbie espoirs contre le Luxembourg le 22 mars 2024. Il entre en jeu et les deux équipes se neutralisent (1-1 score final).